# Хорваты (дворянский род)
Хо́рват — дворянский род сербского происхождения, владевший землями в Новой Сербии.
Предки его в 1689 году были пожалованы императором Леопольдом «дипломом на дворянство и гербом». Сын Марка Хорвата, Самуил, воевода великоварадский, в 1726 году «за верность и заслуги» императором Карлом VI был награждён поместьем; в 1751 году вместе с сыном Иваном, «полковником от инфантерии» австрийской службы, выехал в Россию и здесь, состоя в Далмацком гусарском полку, дослужился до чина подполковника (1777 год).
Род записан в VI ч. родословных книг губ. Харьковской, Херсонской и Курской.
Правнучатый племянник Дмитрия Леонидовича имеет гаплогруппу I-PH908, гаплотип 13 24 15 11 14-15 11 13 14 13 11 31 18 8-10 11 11 25 15 19 30 12-14-15-15 10 10 21-21 14 12 17 18 34-35 11 11.

## Персоналии
- Иван Хорват-Куртиц (ум. 1780) — генерал-поручик, приехавший из владений Габсбургов (см. выше); основатель крепости Святой Елисаветы и Новой Сербии.
  - Иосиф — сын предыдущего, наместник воронежский и екатеринославский, владелец имения Головчино; женат на сестре князя Платона Зубова.
    - Иван[7], Владимир, Игнатий, Николай; Екатерина (1777—1802), жена князя П. И. Тюфякина.
      -         - Дмитрий Леонидович (1858—1937) — правнучатый племянник Осипа Ивановича, генерал-лейтенант, один из лидеров Белого движения на Дальнем Востоке.

## Описание гербов
В Гербовнике Анисима Титовича Князева 1785 года имеется изображение двух печатей с гербами представителей рода Хорватовы:
1. Герб Австрийского дворянина Ивана Самойловича Хорватова, который в 1751 году приехал в Киев с 208 спутниками и получил чин генерал-майора, в 1755 году генерал-поручик, за различные злоупотребления при Екатерине II был лишен чинов и сослан в Вологду, где и умер. Описание герба: щит разделён горизонтально на две части. В верхней части, в серебряном поле, начальные фигурные буквы (титлы) от имени и фамилии гербовладельца. В нижней части, в золотом поле, золотой пеликан, чистящий клювом оперение груди. Щит увенчан коронованным дворянским шлемом с шейным клейнодом. Нашлемник: согнутая рука в латах с мечом. Цветовая гамма намета не определена.
2. Герб Хорватовых: в красном поле щита, изображен восстающий золотой лев, держащий в левой лапе малый щиток, в голубом поле которого изображен серебряный пеликан. В правой лапе лев держит меч остриём вверх. Щит увенчан коронованным дворянским шлемом с шейным клейнодом. Нашлемник: согнутая рука в латах, держащая меч. Цветовая гамма намёта не определена[8].